# Cryptodesmus sumatranus
Cryptodesmus sumatranus är en mångfotingart som beskrevs av Pocock 1894. Cryptodesmus sumatranus ingår i släktet Cryptodesmus och familjen Cryptodesmidae. Inga underarter finns listade i Catalogue of Life.